# Hendrina Stenmanns

Hendrina Stenmanns (um 1900)

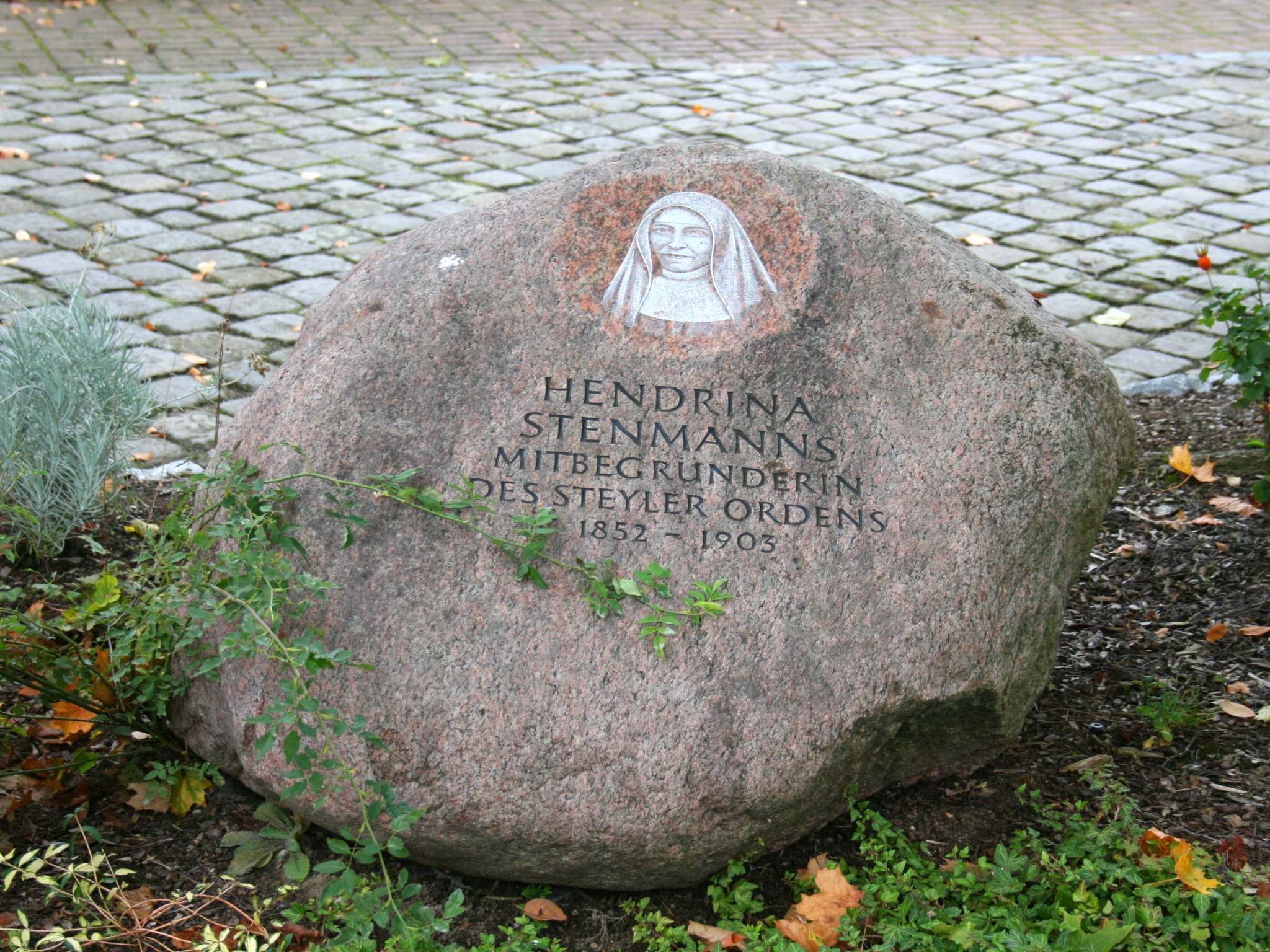
Gedenkstein in Issum

Hendrina Stenmanns (Ordensname Mutter Josefa, * 28. Mai 1852 in Issum/Deutschland; † 20. Mai 1903 in Steyl/Niederlande) war eine katholische Ordensschwester deutscher Herkunft und Mitgründerin des Ordens Missionskongregation der Dienerinnen des Heiligen Geistes. Sie wurde am 29. Juni 2008 von Papst Benedikt XVI. seliggesprochen.

## Leben und Werk

### Kindheit und Jugend
Hendrina Stenmanns kam als ältestes von sieben Kindern der Eltern Wilhelm Franz Stenmanns (* 1821; † 1887) und Anna Maria Wallboom (* 1825; † 1. Dezember 1878) zur Welt. Im Frühjahr 1858 wurde sie in die katholische Volksschule eingeschult. Am 22. August 1867 wurde sie durch den Weihbischof von Münster Johannes Boßmann gefirmt.
Hendrina Stenmanns wollte – nach dem Vorbild einer Tante – Franziskanerin werden. Mit 19 Jahren schloss sie sich im Kloster St. Bernardin in Kapellen an die Franziskanische Bewegung an. 1875, während des Kulturkampfs, wurde das Kloster aufgelöst; ein Eintritt war ihr nicht mehr möglich. Nach dem Tod der Mutter 1878 sorgte Hendrina Stenmanns für Vater und Geschwister.

### Steyl
Hendrina Stenmanns reiste das erste Mal nach Steyl, als sie Pfingsten 1879 einen ehemaligen Lehrling ihres Vaters besuchte und am vierzigstündigen Gebet der Ordensgemeinschaft teilnahm. Danach fuhr sie jedes Jahr nach Steyl, bevor sie am 12. Februar 1884 dorthin zog. Sie arbeitete als Küchenhilfe im Missionshaus der von Arnold Janssen gegründeten Gesellschaft des Göttlichen Wortes (Societas Verbi Divini). Gemeinsam mit Helena Stollenwerk und weiteren Schwestern zog sie am 8. Dezember 1889 in das neue Kloster ein. Sie gilt damit als Mitbegründerin der Dienerinnen des Heiligen Geistes (Congregatio Missionalis Servarum Spiritus Sancti).
Die zeitlichen Gelübde legte Hendrina Stenmanns 1894 ab. Zwei Jahre später wurde sie zur Oberin der Gemeinschaft gewählt und löste damit Helena Stollenwerk ab, die zum Zweig der Anbetungsschwestern wechselte. Am 11. September 1895 bereits begleitete sie Schwestern auf die erste Gründung in Argentinien. Am 8. Dezember 1901 legte sie die ewige Profess ab. Die Ausbildung der neuen Missionsschwestern lag in ihrer Verantwortung. Ihr eigener Wunsch, in die Mission zu gehen, blieb unerfüllt. Hendrina Stenmanns starb am 20. Mai 1903 an einer Lungenerkrankung und ist auf dem Steyler Klosterfriedhof begraben. An ihrem Elternhaus am Nordring in Issum ist eine kleine Gedenktafel angebracht.

## Wunder
Als für die Seligsprechung notwendiges Wunder wurde von Papst Benedikt XVI. bestätigt: 1985 lag in Brasilien ein junger Mann nach einer Blinddarmoperation mit Komplikationen durch einen irreversiblen Schock im Sterben. Eine Krankenschwester betete zu Mutter Josefa. Für die Ärzte unerklärlich soll der Mann innerhalb weniger Sekunden gesund geworden sein.